# Euphyllodromia elegans
Euphyllodromia elegans es una especie de cucaracha del género Euphyllodromia, familia Ectobiidae.

## Distribución
Esta especie se encuentra en Guayana Francesa y Brasil.